# Montappone
Montappone – miejscowość i gmina we Włoszech, w regionie Marche, w prowincji Fermo.
Według danych na styczeń 2009 gminę zamieszkiwały 1753 osoby przy gęstości zaludnienia 169 os./1 km².